# دافيدي بوسانزيني
دافيدي بوسانزيني (بالإيطالية: Davide Possanzini)‏ (9 فبراير 1976 في إيطاليا - ) هو لاعب كرة قدم إيطالي في مركز الهجوم. لعب مع نادي باليرمو ونادي بريشيا ونادي تورينو ونادي ريجينا ونادي سامبدوريا ونادي فاريسي ونادي كاتانيا ونادي كريمونيسي ونادي لوغانو ونادي ليكو وUS Recanatese ‏ وUC AlbinoLeffe ‏.

## روابط خارجية
- دافيدي بوسانزيني على موقع قاعدة بيانات كرة القدم.إي يو (الإنجليزية)
- دافيدي بوسانزيني على موقع عالم كرة القدم.نت (الإنجليزية)